# 巴哈布
巴哈布（穆麟德轉寫：bahabu；1757年—1830年），李氏，汉军正蓝旗人，籍奉天铁岭。清朝政治人物。

## 生平
監生出身，捐江蘇府經歷。乾隆四十三年（1778），授江蘇上海縣縣丞，署上海縣知縣、江蘇上元縣知縣。乾隆四十八年，任震澤縣知縣。乾隆五十二年，任淮北監掣同知。乾隆五十六年，任江蘇常州府知府。乾隆五十九年，任安徽安慶府知府。嘉慶元年，任永州府知府。次年，改任衡州府知府。嘉慶七年，任湖南岳常澧道。嘉慶十年，署湖南按察使。嘉慶十年，署湖南布政使。嘉慶十一年，任湖南按察使。嘉慶十五年，任太僕寺少卿。嘉慶十六年，任雲南按察使，署雲南布政使、江蘇按察使，十七年署江苏布政使。嘉慶十八年，任湖北布政使。嘉慶二十年（1815）至二十三年，任湖南巡撫（前任镶黄旗满洲高佳氏廣厚）；嘉庆二十二年（1817年），上奏《为岳麓书院奏请御书赐额并御制诗文折》。嘉慶二十四年（1819），授二等侍卫，任古城領隊大臣、烏什辦事大臣。道光三年，从烏什辦事大臣任上休致（继任为正蓝旗汉军徐锟，其父徐绩）。道光十年（1830），卒。督修《湖南通志》228卷（清嘉庆二十五年（1820）刻本）。

## 家庭
铁岭李氏先祖系出朝鮮，系明末寧遠伯、辽东总兵李成梁家族。後裔入清朝為漢軍旗人，世多聞人，“李鍇以史學顯，[李]世倬以畫著”（据日本汉学家內藤湖南所作李世倬《御題<口數粥行>詩意圖》收藏跋语）。
- 高祖李遇芳，康熙二十四年任江南全省提督军门金山营参将（据《江南通志》卷110）。
- 曾祖李成龍（字時庵，？-1733），康熙五十五年（1716年）至雍正三年（1725年）任安徽巡撫，雍正三年（1725）任湖廣总督，四年改任正白旗汉军都統。曾祖母高氏（胞兄鑲黄旗漢軍、文渊阁大学士文恪公高其位，刑部侍郎、画家高其佩；父高天爵（官至两淮盐运使，三藩之乱中不屈被杀），祖父鑲白旗漢軍協領高尚義）。
- 祖父李世偀；祖母王氏。
- 祖伯父李世倬（又李士倬，字漢章、天章，号谷斋，别号十石居士、清在居士，1687-1770），曾任正蓝旗汉军第五㕘领第一佐领（据《钦定八旗通志》），雍正十一年任甘肅按察使，左副都御史、太常寺卿，人称“李太常”，画家（母舅画家高其佩弟子，载《国朝画征录》、《清画家诗史》），善画山水、人物、花鸟、果品，以墨笔山水最为精到，山水画代表作有《溪山访友图》、《亭林山色图》、《清舒山馆图》、《秋雨江南图》、《观瀑图》、《靜寄山莊十六景》冊等，指画代表作有《钟馗策蹇图》（藏辽宁省博物馆）；为乾隆帝绘《御題<口數粥行>詩意圖》；與镶蓝旗輔國公永璥时有诗画交往。
- 父江南河道總督李宏 (清朝)。
- 胞兄世袭骑都尉、江南河道總督、两江总督李奉翰。子李亨特，河东河道总督。女李佳氏，继配嫁都統、喀什噶爾參贊大臣（又總理回疆事務參贊大臣）宗室永芩（父諴密郡王弘暢，祖父諴恪親王允祕、康熙帝之二十四子）
- 胞兄李奉瑞，河間府河捕同知。女李扶雲 (字松岑)，著有《松岑室稿》，嫁内务府镶黄旗汉军、嘉慶己未科進士馮氏象會（曾祖文肅公英廉）。
- 胞姊李氏，嫁镶黄旗汉军、吏部尚书郝玉麟之孙郝敏安（胞兄郝荣安之女郝氏，系正蓝旗汉军、道光庚戌（1850）进士胡氏吉惠 (道光进士)的继母、光緒二年丙子（1876）恩科進士胡俊章之继祖母）。
- 胞姊李氏，继配嫁乾隆三十六年(1771)辛卯恩科三甲進士、大興包愫（胞弟乾隆五十二年丁未科進士包愷（乾隆进士），父乾隆七年壬戌科二甲進士包士瑞）；原配妻黄氏（父乾隆元年（1736年）丙辰科进士、大興黃登賢，母孔氏（父衍聖公曲阜孔毓圻；胞姊孔氏嫁内务府正黄旗汉军、内务府郎中兼佐领丁松，其父总管内务府大臣丁皂保，母高佳氏系镶黄旗满洲大学士高斌胞姊；胞姊孔氏嫁遂寧張懋齡，其父康熙九年（1670年）庚戌科进士、文华殿大学士张鹏翮）；胞叔乾隆二年（1737年）丁巳恩科进士黃登穀，祖父康熙三十年（1691年）辛未科探花黃叔琳，祖叔父康熙四十八年（1709年）己丑科同榜进士黃叔璥、黃叔琬）。
- 嫡妻佟佳氏（父内务府镶黄旗满洲、浙江巡撫伊齡阿；胞兄內務府員外郎兼佐領昌儀，其女一佟佳氏嫁內務府正白旗滿洲、嘉慶甲戌科進士索綽絡氏奎照（父乾隆癸丑科進士英和），女二佟佳氏嫁正白旗滿洲、嘉慶己巳恩科進士拜都氏鍾昌 (嘉慶進士)；胞兄内务府慎刑司员外郎昌德））。庶妻雲氏。
- 子李嘉禮（1788-？），河南禹州知州。妻佟佳氏（父内务府镶黄旗满洲、内务府慎刑司员外郎昌德，胞叔內務府員外郎兼佐領昌儀，祖父浙江巡撫伊齡阿）。其子承绶（字笏山），道光十五年（1835）乙未恩科举人（与正蓝旗汉军進士胡俊章之父吉谦顺天乡试同榜）；女李氏，嫁正红旗满洲瓜爾佳氏舒齡（父敦良，祖父閩浙總督雅德；堂伯文端公桂良；姑母瓜爾佳氏嫁鈕祜祿氏明安，其父一等果毅繼勇公豐昇額）。
- 子李嘉祥（c.1782-？），湖北郧阳府（今属十堰市）知府。